# Адамс, Даниэлла
Даниэлла Э’Шон Адамс (англ. Danielle E'Shawn Adams; род. 19 февраля 1989 года в Канзас-Сити, Миссури, США) — американская профессиональная баскетболистка, выступавшая в женской национальной баскетбольной ассоциации. В 2011 году стала чемпионкой Национальной ассоциации студенческого спорта в составе команды «Техас A&M Аггис», в котором была признана самым выдающимся игроком этого баскетбольного турнира. Была выбрана на драфте ВНБА 2011 года во втором раунде под общим двадцатым номером клубом «Сан-Антонио Силвер Старз». Играет на позиции тяжёлого форварда и центровой. В настоящее выступает за израильскую команду «Элицур Холон».

## Ранние годы
Даниэлла Адамс родилась 19 февраля 1989 года в городе Канзас-Сити (штат Миссури), училась в средней школе Лис-Саммит из одноимённого города, в которой играла за местную баскетбольную команду.

## Студенческая карьера
В 2007 году Даниэлла Адамс поступила в Джефферсонский колледж. В 2009 году, в качестве студентки второго курса, она помогла своей студенческой команде «Джефферсон Викинг» выиграть национальный чемпионат Junior College (JUCO), одержав 34 победы при одном поражении, а в конце сезона была включена во всеамериканскую сборную JUCO. После окончания Джефферсонского колледжа Адамс задумалась, где играть в ближайшие два года. Даниэлла выбирала между Луисвиллом и Техас A&M, и, хотя её тренер по «Джефферсон Викинг» рекомендовал Луисвилл, она решила, что лучшим для неё выбором будет Техас A&M.
При поступлении в Техасский университет A&M Адамс весила целых 127 кг. При помощи тренерского штаба, главным образом тренера по физической подготовке Джен Джонс, она на последнем курсе похудела до 104 кг. В результате постоянных тренировок она стала в состоянии играть дольше, что в итоге помогло ей попасть во всеамериканскую сборную NCAA. На третьем курсе она выходила на площадку со скамейки запасных и играла всего по 23 минуты за игру, а в выпускном классе уже выступала в стартовой пятёрке, и была в состоянии играть по 35 минут за игру.
На пути в «Финал четырёх» турнира NCAA (англ. Final Four) команде Адамс «Техас A&M Аггис» пришлось победить «Бэйлор Леди Бирс». Эта задача для неё была практически невыполнима, учитывая, что в обеих играх регулярного чемпионата и в турнире конференции Big 12 «Бирс» всегда выходили победителями. В финале турнира конференции Big 12 «Техас A&M» уверенно начали встречу, но не смогли удержать победу. В региональном финале «Texas A&M» удачно начали встречу и после первой половины встречи вели с преимуществом в 16 очков. После перерыва «Леди Бирс» попытались вернуться в игру, сумев сократить разницу в счёте до семи очков, но ближе подобраться не смогли и в итоге проиграли со счётом 46—58, а «Аггис» выиграли первую победу над «Бирс» в последних девяти встречах, и вышли в «Финал четырёх».
В финальном матче национального чемпионата против «Нотр-Дам Файтинг Айриш» «Техас A&M Аггис» проигрывали к перерыву два очка, а сразу после него преимущество «Файтинг Айриш» достигло шести очков. В ходе технического перерыва тренерский штаб «Аггис» рекомендовал Адамс как можно чаще играть в трёхсекундной зоне, что в итоге принесло плоды творчества, а сама Адамс была признана самым выдающимся игроком NCAA. В итоге Даниэлла Адамс набрала 30 очков, что является вторым, после рекордного результата Шерил Свупс в 47 очков в 1993 году, по количеству очков, набранных в финале турнира NCAA, среди игроков, выигравших титул MOP финала. Кроме того она является второй, после Шерил Свупс, баскетболисткой, выигравшей титул самого выдающегося игрока NCAA, которая в начале своей студенческой карьеры училась в подготовительном колледже. В первой половине финального матча против «Файтинг Айриш» Адамс набрала всего восемь очков. Сразу после перерыва её команда совершила рывок 15—5, во время которого Адамс набрала десять очков подряд, после чего «Аггис» вышли в лидеры. «Файтинг Айриш» до конца оставались в игре, но в концовке матча Даниэлла два раза подряд успешно атаковала корзину, что помогло привести её команду к победе.

## Профессиональная карьера
Даниэлла Адамс играет на позиции тяжёлого форварда и центрового. 11 апреля 2011 года была выбрана во втором раунде на драфте ВНБА под общим 20-м номером командой «Сан-Антонио Силвер Старз». 11 июня 2011 года она набрала 32 очка в победной игре против команды «Атланта Дрим» (86—74), установив рекорд лиги по количеству набранных очков её новичком. В июне Даниэлла была признана новичком месяца, а по итогам сезона была включена в сборную новичков ВНБА.
В том же году Адамс вместе с партнёршей по команде Бекки Хэммон принимала участие в качестве резервиста на матче всех звёзд ВНБА. Запасные на матч звёзд выбирались главными тренерами двенадцати команд ВНБА, но они не могли голосовать за своих собственных игроков. На момент принятия решения Даниэлла была лучшим бомбардиром среди новичков лиги, забивая по 15,6 очка в среднем за игру. Во время тренерского голосования она получила больше всего голосов, чем любой другой резервист. На матче всех звёзд ВНБА Адамс была одной из четырёх новичков, наряду с Майей Мур, Кортни Вандерслут и Лиз Кэмбидж.

## Личная жизнь
У Даниэллы Адамс есть дочь Тиффани и младшая сестра Сьерра.